# Limonium todaroanum
Il limonio di Todaro (Limonium todaroanum Raimondo & Pign., 1986) è una pianta appartenente alla famiglia delle Plumbaginaceae, endemica della Sicilia.

## Etimologia
Il nome della specie è un omaggio alla memoria di Agostino Todaro, botanico palermitano, direttore dell'Orto botanico di Palermo dal 1856 al 1892.

## Descrizione
È una pianta perenne, camefita, a portamento cespuglioso,  alta 20–30 cm.
Presenta una rosetta di foglie basali di colore verde scuro da cui si diparte un esile fusto che regge una spiga a pannocchia, con piccoli fiori color lilla. Il frutto contiene un solo seme, oblungo, di circa 2 mm, marrone scuro, ricoperto da una sottile membrana translucida.
Fiorisce in luglio-agosto.

## Distribuzione e habitat
È una specie molto rara, rinvenibile solo in un ristretto areale all'interno della Riserva naturale dello Zingaro.
L'unica popolazione esistente cresce ad una altitudine di 750 m, nei pressi del monte Passo del Lupo, in una zona di gariga mediterranea sotto una rupe ombrosa, in prossimità della costa tirrenica della Sicilia.